# Eucaliptol
L'eucaliptol és un monoterpenoide cíclic natural que es presenta com un líquid incolor. Presenta una estructura molecular amb un èter cíclic.
El 1870, el químic francès F. S. Cloez identificà i va donar el nom d'eucaliptol a la fracció dominant de l'oli essencial d'Eucalyptus globulus. Labill. El nom col·lectiu dels olis essencials del gènere Eucalyptus és Oli d'eucaliptus i no s'ha de confondre amb el compost químic eucaliptol.

## Composició
L'eucaliptol representa el 90% de l'oli essencial de diverses espècies químiques del producte genèric oli d'eucaliptus, També es troba al camforer, en les fulles de llorer, l'oli de l'arbre del te, altimira, alfàbrega dolça, en el gènere Artemisia, romaní, sàlvia comuna i en fulles d'altres plantes aromàtiques.
Encara que, a petites dosis, es pot fer servir com saboritzant i ingredient en medicines, com és típic d'altres olis essencials, és tòxic si s'ingereix a dosis superiors a les normals.

## Propietats
Té una olor camforada fresca, picant i de tast refredant. És insoluble en aigua, però miscible en èter, etanol i cloroform.
El punt d'ebullició se situa a 176 °C.

## Usos
Es fa servir en saboritzants, fragàncies i cosmètics. Com saboritzant s'usa a nivells molt baixos (0,002%) en diversos productes alimentaris i begudes. També en cigarretes com un dels seus 599 additius.

### Medicinal
És expectorant, antisèptica, antiespasmòdica, descongestiva i antiinflamatòria a nivell bronquial. L'eucaliptol es fa servir en medicaments per la seva supressió de la tos, també controla mucositat i asma.
En el tractament de la rinosinusitis no pulverulenta.
L'eucaliptol redueix la inflamació i el dolor quan s'aplica localment. in vitro mata les cèl·lules de leucèmia.
És un insecticida i repel·lent.